# Orió d'Alexandria
Orió, en llatí Orion, en grec antic  ̓Ωρίων, fou el nom d'un gramàtic grec esmentat pel Suides que diu que havia nascut a Alexandria. Possiblement va viure al segle ii. Va ensenyar a Bizanci o a Constantinoble.
Segons Suides va escriure:
- ἀνθυλόγιον
- ̓Αττικω̂ν λέξεων συναγωγή
- Una obra sobre etimologia.
- Un panegíric de l'emperador Hadrià.

Alguna d'aquestes obres seria potser d'Orió de Tebes.